# Terrible Ted
Terrible Ted est un film muet américain réalisé par Joseph A. Golden et sorti en 1907.

## Fiche technique
- Réalisation : Joseph A. Golden
- Photographie : G. W. Bitzer, F.A. Dobson
- Dates de sortie :
  -  États-Unis : 25 septembre 1907